# Amirvala Madanchi
Amirvala Madanchi (* 17. Juli 1994) ist ein iranischer Tennisspieler.

## Karriere
Amirvala Madanchi spielte 2012 erstmals auf der drittklassigen ITF Future Tour. Bei seinen unregelmäßigen Auftritten dort konnte er bis 2018 nur einmal zwei Spiele in Folge gewinnen. Im Doppel war er etwas erfolgreicher: Er gewann 2015 einen Future-Titel und erreichte drei weitere Finals. Das reicht in der Weltrangliste zu einem Platz nahe der Top 1000 in Einzel und Doppel. Bereits auf der ITF Junior Tour spielte Madanchi einige Matches und konnte ein kombiniertes Ranking von 208 erreichen.
Durch eine Wildcard kam der Iraner 2017 zu seinem bislang einzigen Auftritt auf der ATP World Tour. In Dubai verlor er seine Doppelpartie mit Omar Awadhy gegen Henri Kontinen und John Peers deutlich mit 1:6, 1:6.
Madanchi spielt zudem seit 2015 für die iranische Davis-Cup-Mannschaft, für die er bislang in sechs Begegnungen eine Bilanz von 5:2 hat.